# Steppenwolf the Second
The Second är rockgruppen Steppenwolfs andra studioalbum, släppt 1968 på Dunhill Records. Albumet tog sig upp till Billboard 200-listans tredjeplats och gruppen fick därmed sin högsta albumplacering, ingen av deras efterföljande skivor blev lika framgångsrik. "Magic Carpet Ride" blev en stor hitsingel, men musikkritiker menar att det mesta på albumet är minst lika bra. Bland annat Bruce Eder på Allmusic. Albumet innehåller såväl hårdrock, som bluesrock och psykedelisk rock.
Första albumupplagan av den amerikanska versionen gavs ut i ett silverglänsade skivomslag, som på senare utgåvor bytts till ett traditionellt omslag. I Europa gavs albumet aldrig ut med sådant omslag.

## Låtar på albumet
(upphovsman inom parentes)
1. "Faster Than the Speed of Life" (Mars Bonfire) - 3:10
2. "Tighten up Your Wig (John Kay) - 3:06
3. "None of Your Doing" (Kay/Gabriel Mekler) - 2:50
4. "Spiritual Fantasy" (Kay) - 3:39
5. "Don't Step on the Grass, Sam" (Kay) - 5:43
6. "28" (Mekler) - 3:12
7. "Magic Carpet Ride" (Kay/Rushton Moreve) - 4:30
8. "Disappointment Number (Unknown)" (Kay) - 4:38
9. "Lost and Found by Trial and Error" (Kay) - 2:20
10. "Hodge, Podge, Strained Through a Leslie" (Kay) - 2:42
11. "Resurrection" (Kay) - 3:43
12. "Reflections" (Kay/Mekler) - 1:30

## Listplaceringar
- Billboard 200, USA: #3[2]
- RPM, Kanada: #2[3]
- Tyskland: #23[4]